# 达妮埃拉·索莱拉
达妮埃拉·索莱拉·维加（西班牙語：Daniela Solera Vega；1997年7月21日—），哥斯达黎加女子足球运动员，司职守门员，目前效力于阿特拉斯足球俱乐部和哥斯达黎加国家女子足球队。她曾代表哥斯达黎加参加2022年中北美洲及加勒比海女子足球锦标赛和2023年国际足联女子世界杯等多场国际赛事。